# Georgios Tsitas
Georgios Tsitas (1872 - años 1940) fue un luchador griego, que compitió en los Juegos Olímpicos de Atenas 1896.
En la primera ronda de la competencia de lucha, con el formato de lucha greco-romana, Tsitas estuvo libre, lo que le garantizó estar entre los mejores tres del torneo sin haber disputado ningún enfrentamiento. La semifinal la disputó con su compatriota Stephanos Christopoulos. Tsitas ganó el match. En la final, Tsitas lucho con el alemán Carl Schuhmann, un excepcional gimnasta; 40 minutos antes, el enfrentamiento fue pospuesto por oscuridad. Tsitas no duró mucho al siguiente día, siendo derrotado para finalizar en la segunda colocación.